# Juan Levy Rodríguez
Juan Levy Rodríguez (Bolivia, 13 de agosto de 1940 — Buenos Aires, 6 de octubre de 2009) fue un luchador profesional argentino, nacido en Bolivia  que personificó a Gengis Khan en Titanes en el Ring, a El Mongol en Lucha Fuerte, y a Karnak Chain, el monje oscuro en 100% Lucha.

## Carrera
Debutó en 1968 en Colosos De La Lucha, troupe del árbitro Tobías Giordano, personificando a El Mongol  
En 1973 integró Los Fabulosos Del Catch personificando a Akur El Mongol. Ese mismo personaje lo personificaria dos años después en 1975, en  la primera versión de Lucha Fuerte .
En 1977 llegaría su debut en Titanes En El Ring  con el personaje de El Samurái. Fue en el año 1978 donde interpretó su más popular personaje como Gengis Khan, el conquistador mongol, al cual también personificaría en las temporadas de 1978 / 1979/80 /1982 y 1983 de Titanes En El Ring.
En 1988 se alejó de Titanes para participar del programa Lucha Fuerte que se emitía por Canal 2. nuevamente como el conquistador mongol Gengis Khan. 
En 1997 regresó como Gengis  Khan a Titanes en el Ring por esa temporada. Y en 2006 realizó su último trabajo como luchador en 100% Lucha, personificando al monje Karnak Chain de procedencia mongol (al igual que sus otros personajes), el cual formó un stable heel con los luchadores Utur Habibi, Chulo y Amundamón llamado "el cuarteto del Mal".
Juan Levy Rodríguez participó en las películas Titanes en el ring (1973) y Titanes en el ring contraataca. También participó en la película Alma Mía 